# Куин оф зе Саут
«Куи́н оф зе Са́ут» (англ. Queen of the South Football Club) — шотландский футбольный клуб из города Дамфриса, выступающий в шотландском Чемпионшипе. Основан в марте 1919 года. Домашние матчи проводит на стадионе «Палмерстон Парк», вмещающем 8690 зрителей.

## История
Клуб был основан в 1919 году любителями футбола из Дамфриса путём объединения нескольких местных команд. В 1923 году был принят во вновь созданный третий дивизион. Через 10 лет, в сезоне-1933/34, дебютировал в первом дивизионе и тогда же занял наивысшее в своей истории 4-е место. Последний раз в высшем (тогда — первом) дивизионе шотландского футбола клуб выступил в сезоне-1963/64, заняв 17-е место. После этого клуб в основном играет во втором и третьем эшелонах. В сезоне-1950/51 «Куин оф зе Саут» выиграл дивизион B (II эшелон), а в сезонах-2001/02 и 2012/13 побеждал во втором дивизионе (III). Все свои 3 титула клуб из Дамфриса обеспечил на стадионе «Стейшн Парк» в Форфаре: в 1951 и 2002 годах победами в матчах против местного «Форфар Атлетика», а в 2013 году — против «Брихин Сити», матч был перенесён в Форфар из-за неудовлетворительного состояния поля на «Глиб Парке» в Брихине.
Хотя клуб ни разу не выигрывал Кубок Шотландии, в розыгрыше 2007/08 годов он проиграл в финале «Рейнджерсу» со счётом 2:3, но тем самым добился попадания в Кубок УЕФА. Во втором квалификационном раунде Кубка УЕФА «Куин оф зе Саут» уступил датскому «Норшеланну» (1:2, 1:2).

## Достижения
- Победитель Второго дивизиона шотландской футбольной лиги (3): 1950/51, 2001/02, 2012/13
- Финалист Кубка Шотландии: 2007/08

## Форма

### Домашняя
| 2017/18 | 2018/19 | 2019/20 | 2020/21 | 2021/22 | 2022/23 | 2023/24 |

### Гостевая
| 2017/18 | 2018/19 | 2019/20 | 2020/21 | 2021/22 | 2022/23 | 2023/24 |

### Резервная
| 2017/18 | 2018/19 | 2019/20 | 2021/22 | 2022/23 |

Источники:,